# أراساتوبا
أراساتوبا (بالإنجليزية: Araçatuba)‏ هي مدينة، وبلديات البرازيل تتبع ساو باولو. بلغ عدد سكانها 169254  نسمة في 1 أغسطس 2000. تبلغ مساحتها 1167.402 كيلومتر مربع. ورمزها البريدي هو 16000.

## الموقع
تشترك في الحدود مع:
- Gabriel Monteiro [الإنجليزية]‏
- Guararapes [الإنجليزية]‏.

## أعلام
- فينيسيوس موريرا دي ليما
- ليوناردو بيريرا
- أليكس ألفيس
- أندريه غوستافو كونا
- رافائيل هيتشيمير